# زواج المثليين في مدينة مكسيكو
أصبح زواج المثليين قانونيا في العاصمة الفيدرالية للمكسيك مدينة مكسيكو بعد أن وافقت عليه الجمعية التشريعية لمدينة مكسيكو في 21 ديسمبر 2009 ووقعه رئيس حكومة العاصمة الفيدرالية للمكسيك «مارسيلو إبرارد» في 29 ديسمبر 2009. دخل القانون حيز التنفيذ في 4 مارس 2010.
أصبحت الاتحادات المدنية، المعروفة باسم قانون مجتمعات التعايش" (بالإسبانية: Ley de Sociedades de Convivencia) والتي تقدم بعض حقوق الزواج، قانونية في المدينة منذ مارس 2007.

## الاتحاد المدني
كونها مقرًا لصلاحيات الاتحاد، لا تنتمي مدينة مكسيكو إلى أي ولاية مكسيكية بعينها بل للجميع. بعد سنوات من المطالبة بمزيد من الاستقلال السياسي، مُنح السكان الحق في انتخاب رئيس حكومة المقاطعة الفيدرالية وممثلي الجمعية التشريعية أحادية المجلس مباشرة عن طريق التصويت الشعبي في عام 1997. ومنذ ذلك الحين، سيطر حزب يسار الوسط في حزب الثورة الديمقراطية على كلتا القوتين السياسيتين.
في أوائل العقد الأول من القرن العشرين، دفعت إينوي أورانغا، وهي سياسية وناشطة مثلية الجنس علناً، مشروع قانون كان من شأنه تشريع الاتحادات المدنية المثلية في مدينة مكسيكو تحت اسم «قانون مجتمعات التعايش» (بالإسبانية: Ley de Sociedades de Convivencia)‏. على الرغم من إقراره 4 مرات من قبل اللجان التشريعية، تعطل مشروع القانون مرارًا وتكرارًا في التصويت العام بسبب طبيعته الحساسة، والذي يمكن أن يعزى إلى المعارضة الواسعة النطاق من الجماعات اليمينية ومن غموض رئيس البلدية أندريس مانويل لوبيز أوبرادور. بخصوص مشروع القانون. ومع ذلك، مع توقع تولي اليساري الجديد مارسيلو إبرارد السلطة في ديسمبر 2006، قررت الهيئة التشريعية للمقاطعة الفيدرالية التصويت على مشروع القانون ووافقت عليه في تصويت 43 صوتا لصالح مقابل 17 صوتا ضد (43-17) في 9 نوفمبر.
| الحزب                      | الأعضاء | لصالح | ضد | لم يصوت | غائب |
| -------------------------- | ------- | ----- | -- | ------- | ---- |
| حزب الثورة الديمقراطية     | 34      | 33    |    | 1       |      |
| حزب العمل الوطني           | 17      |       | 16 |         | 1    |
| الحزب الثوري المؤسساتي     | 4       | 4     |    |         |      |
| حزب التحالف الجديد         | 4       | 2     | 1  | 1       |      |
| حزب الخضر البيئي المكسيكي  | 3       |       |    | 3       |      |
| الحزب الديمقراطي الاجتماعي | 2       | 2     |    |         |      |
| حزب العمال المكسيكي        | 1       | 1     |    |         |      |
| حزب اللقاء                 | 1       | 1     |    |         |      |
| العدد الإجتماعي            | 66      | 43    | 17 | 5       | 1    |

قوبل القانون باستحسان من قبل المجموعات النسوية والمنظمات المثلية، بما في ذلك إميليو ألفاريز إيكازا، رئيس لجنة حقوق الإنسان في المنطقة الفيدرالية آنذاك، الذي أعلن أن «القانون لم يكن تهديدًا لأي شخص على وجه الخصوص وأنه سيكون مسألة وقت قبل أن تظهر عواقب إيجابية لمختلف الفئات الاجتماعية». وقد عارضتها بشدة الجماعات المحافظة مثل اتحاد الآباء الوطنيين والكنيسة الكاثوليكية الرومانية، والتي وصفت أعضاء الجمعية الذين صوتوا لصالح القانون بأنهم «مخطؤون» وشكا من أنه «انتقام من الكنيسة الكاثوليكية من الجماعات الأكثر تطرفًا من اليسار، الذي شعر أنه كان مطلب العدالة».
دخل القانون حيز التنفيذ رسميًا في 16 مارس 2007. كان أول اتحاد مدني مثلي في مدينة مكسيكو بين خورخي سيربا، الاقتصادي البالغ من العمر 31 عامًا، وأنطونيو مدينا، الصحفي البالغ من العمر 38 عامًا. وبحلول ديسمبر 2009، عقدت 736 من الاتحادات المدنية المثلية في المدينة، منها 24 قد ألغت (3%).

## زواج المثليين
في 24 نوفمبر 2009، اقترح عضو البرلمان عن حزب التجمع من أجل الديمقراطية ديفيد رازو مشروع قانون من شأنه تقنين زواج المثليين في مدينة مكسيكو. أيد لويس غونزاليس بلاسنسيا، رئيس لجنة حقوق الإنسان في مدينة مكسيكو، مشروع القانون وقال إن الأمر متروك للجمعية التشريعية للنظر في تبني المثليين للأطفال. تم تأييد مشروع القانون من قبل لجنة حقوق الإنسان في مدينة مكسيكو وأكثر من 600 منظمة غير حكومية، بما في ذلك المؤسسة الدولية للمثليين والمثليات ومزدوجي التوجه الجنسي والمتحولين جنسيا وثنائيي الجنس، منظمة العفو الدولية، ومؤسسة الرعاية الصحية لمرض الإيدز. أعلن حزب العمل الوطني أنه إما سيستأنف القانون في المحكمة أو يطالب بإجراء استفتاء.
رفضت الجمعية التشريعية اقتراح الاستفتاء في 18 ديسمبر 2009 بأغلبية 36 صوتا لصالح مقابل 22 صوتا ضده (36-22) صوتًا. في 21 ديسمبر 2009، أقرت الجمعية التشريعية مشروع القانون بتصويت 39 صوتًا مقابل 20 صوتًا وامتناع 5 أعضاء عن التصويت (39-20-5). وبعد ثمانية أيام، وقع العمدة مارسيلو إبرارد مشروع القانون، ودخل حيز التنفيذ في 4 مارس 2010. غير القانون تعريف الزواج في القانون المدني للمدينة إلى «اتحاد حر بين شخصين». كما منح الأزواج المثليين الحق في تبني الأطفال.
في 21 ديسمبر 2009، أقرت الجمعية التشريعية مشروع القانون بتصويت 39 صوتًا مقابل 20 صوتًا وامتناع 5 أعضاء عن التصويت (39-20-5). كان من المتوقع من رئيس حكومة المدينة مارسيلو إبرارد أن يوقع مشروع القانون. غير القانون تعريف الزواج في القانون المدني للمدينة من «اتحاد حر بين رجل وامرأة» إلى «اتحاد حر بين شخصين». كما منح الأزواج المثليين الحق في تبني الأطفال. في 21 ديسمبر 2009، أقرت الجمعية التشريعية مشروع القانون بتصويت 39 صوتًا مقابل 20 صوتًا وامتناع 5 أعضاء عن التصويت (39-20-5). وبعد ثمانية أيام، وقع العمدة مارسيلو إبرارد مشروع القانون، ودخل حيز التنفيذ في 4 مارس 2010. غير القانون تعريف الزواج في القانون المدني للمدينة إلى «اتحاد حر بين شخصين». كما منح الأزواج المثليين الحق في تبني الأطفال.
في 29 ديسمبر 2009، وقع رئيس الحكومة مارسيلو إبرارد مشروع القانون ليدخل حيز المفعول في 4 مارس 2010. في 5 أغسطس، صوتت المحكمة العليا في تصويت 9-2 لدعم دستورية قانون زواج المثليين في مدينة مكسيكو. في 10 أغسطس 2010، قضت المحكمة العليا بأنه يجب الاعتراف بزواج المثليين التي تتم في مدينة مكسيكو في جميع أنحاء البلاد.
| الحزب                     | الأعضاء | لصالح | ضد | لم يصوت | غائب |
| ------------------------- | ------- | ----- | -- | ------- | ---- |
| حزب الثورة الديمقراطية    | 34      | 34    |    |         |      |
| حزب العمل الوطني          | 15      |       | 15 |         |      |
| الحزب الثوري المؤسساتي    | 8       |       | 2  | 5       | 1    |
| حزب العمال                | 5       | 5     |    |         |      |
| حزب الخضر البيئي المكسيكي | 3       |       | 3  |         |      |
| حزب التحالف الجديد        | 1       |       |    |         | 1    |
| العدد الاجمالي            | 66      | 39    | 20 | 5       | 2    |

في 11 ديسمبر 2016، صوتت الجمعية الدستورية لمدينة مكسيكو، وهي هيئة تشكلت لإنشاء أول دستور لمدينة مكسيكو، في تصويت 9 أصوات لصالح مقابل 7 أصوات ضد (9-7) لإدراج زواج المثليين في مشروع الدستور. في أوائل يناير 2017، صوتت الجمعية الدستورية، في جلستها العامة، في تصويت 68 صوتا لصالح 11 صوتا ضد (68-11) لتكريس زواج المثليين بالكامل في أول دستور لمدينة مكسيكو. تنص المادة 11 (ح) (2) على ما يلي: «المساواة في الحقوق معترف بها للعائلات التي يتشكل منها الأزواج المثليون، مع أو بدون بنات وأبناء، الذين هم تحت غطاء الزواج المدني، أو المساكنة أو أي اتحاد مدني آخر.»

## إحصاءات الزواج
من مارس إلى يوليو 2010، تزوج أكثر من 270 من الأزواج المثليين في مدينة مكسيكو.
اعتبارًا من أغسطس 2014، تزوج 4,353 من الأزواج المثليين في مدينة مكسيكو. تم الاحتفال ب6,000 حالة زواج المثليين في مدينة مكسيكو في السنوات الخمس الأولى بعد سن القانون. من بين هؤلاء، كان 30% بين الأزواج من ولايات أخرى، و 2% فقط انتهت بالطلاق.
وفقًا للصحيفة الرقمية ان تي سي دي، تزوج 5,410 من الأزواج المثليين في مدينة مكسيكو بحلول عام 2015.
بعد 7 سنوات من سريان قانون زواج المثليين في مدينة مكسيكو، كشفت الإحصاءات أن 8,348 زواج المثليين قد وقعت في المدينة. شكل الأزواج المثليين من الرجال 54% من حالات زواج المثليين (4,516)، في حين أن الأزواج المثليات من الإناث يشكلون 46% (3,832).
بحلول 15 أيار/مايو 2018، كان هناك 1,085 حالة زواج المثليين في مدينة مكسيكو. من بين هؤلاء، كان 4,638 من الزوجات المثليات من الإناث و 5,444 من الأزواج المثليين من الرجال.

## الرأي العام
أظهر استطلاع للرأي أجري في سبتمبر 2009 أن سكان مدينة مكسيكو منقسمون بالتساوي تقريبًا حول قضية زواج المثليين، حيث أيده 48% وعارضه 46% ضده.
من 27 تشرين الثاني/نوفمبر إلى 30 تشرين الثاني/نوفمبر 2009، أجرت صحيفة إل يونفرسال استطلاعات الرأي على 1000 مواطن من مدينة مكسيكو بشأن تقنين زواج المثليين في المدينة. أيده 50% منهم وعارضه 38% منهم وكان 12% لا رأي لهم. وأظهر الاستطلاع نفسه أن الدعم كان أقوى بين السكان الأصغر سنا (العمر: 18-29)، بنسبة 67%، وأضعف بين كبار السن (العمر: 50 وما فوق)، بنسبة 38%. مع كون السبب الأكثر ذكرًا هو «حق الاختيار» للمؤيدين بنسبة 48%، يليه سبب «الجميع متساوون» بنسبة 14%. أشار 39% من المعارضين إلى أنه «ليس طبيعياً» باعتباره السبب الرئيسي لعدم دعم زواج المثليين، يليه «سنفقد القيم» بنسبة 18%.
أظهر استطلاع للرأي أجراه عام 2017 بواسطة غابينيتي دي كومينيكاسيون إستراتيجيكا أن 63% من سكان مدينة مكسيكو يؤيدون زواج المثليين. كان 32% يعارضون ذلك.
وفقًا لمسح أجرته في عام 2018 من قبل المعهد الوطني للإستراتيجية والجغرافيا، عارض 29% من سكان مدينة مكسيكو زواج المثليين، وهو أدنى معدل في كل المكسيك.

### المعارضة
أصدر حزب العمل الوطني بيانا يدعو مشروع القانون زواج المثليين حيلة انتخابية من قبل حزب الثورة الديموقراطية ليسخر ويتجاوز مجتمع المثليين." عارضت الكنيسة الرومانية الكاثوليكية بقوة القانون منذ أن تم تداوله من قبل المجلس التشريعي في المدينة، واعتبروا زواج المثليين، من بين أمور أخرى، "غير أخلاقي"، معتبرا الزواج يجب أن تبشر الإنجاب، ما هو ممكن فقط بين رجل وامرأة. دعا أرماندو مارتينيز غوميز، رئيس مجموعة المحامين الكاثوليك، رئيس الحكومة مارسيلو إبرارد إلى الاعتراض. والذي أشار إلى أن مشروع القانون، ذهب إلى أبعد ما كانت تنويه السلطة التنفيذية للمدينة عند إزالة المشرعين شرط من شأنه أن يمنع تبني المثليين للأطفال.